# Ilhabela
Ilhabela è un comune del Brasile nello Stato di San Paolo, parte della mesoregione della Vale do Paraíba Paulista e della microregione di Caraguatatuba.
Con l'aspetto generale montagnoso - formata dal Massiccio di São Sebastião e quello della Segheria, - l'isola do São Sebastião, la principale dell'arcipelago che costituisce il territorio del comune, si distingue come uno dei più alti sporgenti geografici della costa di San Paolo, essendo i punti più alti, il Picco di São Sebastião, con 1379 metri di altitudine, e il colle del Papagalo con 1307 metri.
Bagnata dall'oceano Atlantico, la città si trova 135 chilometri dalla capitale dello Stato e 140 km dal confine con lo Stato di Rio de Janeiro. Si trova appena a sud del Tropico del Capricorno, che passa sopra la vicina città di Ubatuba.

## Località balneare
Per soddisfare determinati requisiti stabiliti dalla legge dello Stato, Ilhabela è una delle 15 contee considerate turistiche dello Stato di San Paolo. Questo garantisce al comune una maggiore dotazione finanziaria da parte dello Stato per promuovere il turismo regionale. Inoltre, il comune acquisisce il diritto di aggiungere accanto al suo nome il titolo di località balneare.

## Storia
Le ricerche archeologiche condotte dal fine del 1990 mostrano che almeno quattro delle isole dell'arcipelago del Ilhabela erano abitate molto prima dell'arrivo degli europei in Brasile. Questo è stato possibile grazie alla scoperta di siti archeologici pre-coloniale. Hanno trovato anche sull'isola di São Sebastião della ceramica, probabilmente prodotta dal tronco linguistico autoctone macro-Je. Non c'è finora nessuna evidenza che ci fosse qualche villaggio nell'arcipelago del tronco linguistico tupi.
Il 20 gennaio del 1502 la prima spedizione esplorativa inviata in Brasile dai portoghesi, guidati dal navigatore portoghese Gonçalo Coelho e portando a bordo il cosmografo italiano Amerigo Vespucci, ha trovato una grande isola, che secondo l'avventuriero tedesco Hans Staden, era chiamata dai Tupi di Maembipe ("luogo di scambio delle materie prime e la redenzione dei prigionieri"). Questa isola, come era stato fatto con altre importanti caratteristiche geografiche, è stata nominata, dai membri della spedizione, con il giorno del santo, San Sebastiano, ("São Sebastião").
Il primo colono dell'isola di São Sebastião è il nobile portoghese Francisco de Escobar Ortiz che ha ottenuto da Pero Lopes de Sousa, il donatario di quella parte del Brasile, 100 leghe di terra per sé e la sua generazione. Secondo scritto da Taques Pedro, Francisco Ortiz Escobar fu il proprietario dei due primi zuccherifici sull'isola.
Nel 1608 sono venuti altri coloni che si fissarano su entrambe le sponde del Canale São Sebastião. Il 16 marzo del 1636, sulla sponda opposta all'isola, fu creata la città di São Sebastião. La nuova città comprendeva anche il territorio dell'isola.
All'inizio del XIX secolo, quando l'isola di São Sebastião aveva circa tremila abitanti la sua città principale era chiamata la Cappella della Madonna del Aiuto e Buono Successo, fu da allora iniziato un movimento per l'emancipazione dell'isola di São Sebastião dalla Vila de São Sebastião, movimento guidato dal capitano Giuliano de Moura Negrao, dal tenente José Garcia Veiga e da Carlos Gomes Pereira. Poco tempo dopo, il 3 settembre del 1805, il capitano generale (un posto equivalente oggi a governatore) Antônio José da Franca e Horta ha prommoso la "Cappella di Nostra Signora del Buon Successo" a condizione di Vila. Su raccomandazione del proprio capitano generale, il nuovo villaggio fu chiamato di "Vila Bela della Principessa" in onore alla principessa di Beira, l'Infanta Dona Maria Teresa Francisca de Assis Carlota Joana Josefa Xavier de Paula Micaela Rafaela Isabella Gonzaga di Braganza, figlia maggiore di D. Giovanni VI e D. Carlota Joaquina, sorella di D. Pietro I. Il nuovo nome, "Vila Bela della Principessa", fu ufficialmente installato il 23 gennaio del 1806.
Il 21 maggio del 1934, il governo di São Paulo, in mezzo a una grave crisi economica che il Brasile stava attraversando, ha ristrutturato la divisione territoriale dello Stato, cancellando 18 piccoli comuni, tra cui quello di Vila Bela che è tornato ad incorporarsi al territorio del villaggio di São Sebastião. L'estinzione del comune è entrata in vigore il 5 dicembre del 1934.
Nel 1º gennaio del 1939, per l'imposizione del governo dittatoriale di Getúlio Vargas, con il decreto federale n. 2140 il nome di Villa Bella è stato cambiato in Formosa. Infuriata, la popolazione ha iniziato un movimento popolare contro il nuovo nome fino a quando, nel 30 novembre del 1944, il governo dello Stato, con il decreto n. 14334, ha cambiato il nome del comune in Ilhabela.

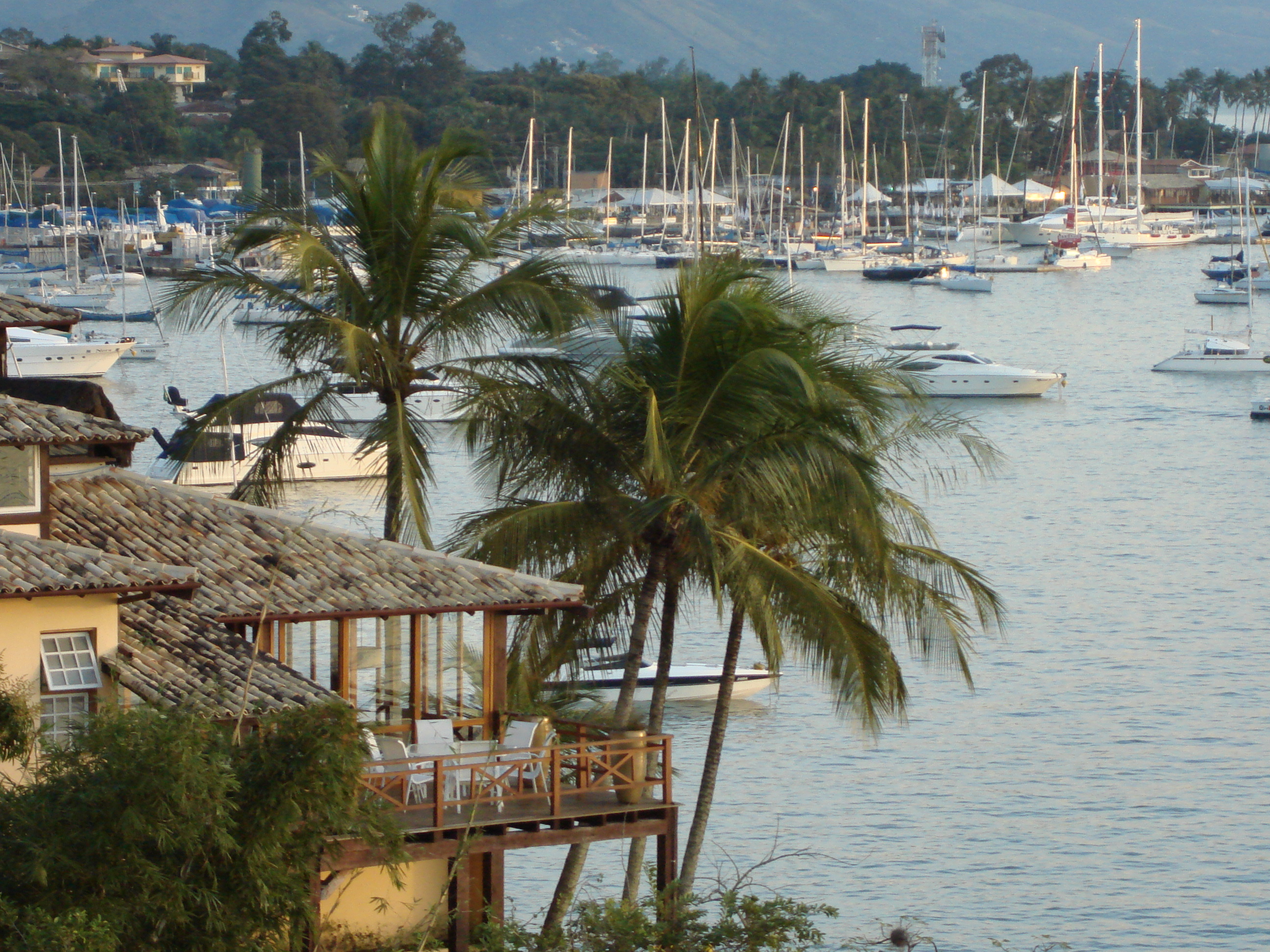
Il turismo è la principale fonte di reddito del comune

## Economia
L'economia della città si basa sul turismo, commercio e nella edilizia, con la pesca e l'artigianato occupando posizioni secondarie in termini economici.

### Turismo
Il turismo rappresenta la risorsa economica principale durante l'estate. La popolazione arriva a moltiplicarsi per cinque volte in questa stagione. Ogni anno cresce il numero di turisti che la visitano. Ilhabela è conosciuta per le sue spiagge, cascate, sentieri e borrachudos (un tipo di zanzara caracteristico della regione).

## Geografia fisica

### Territorio

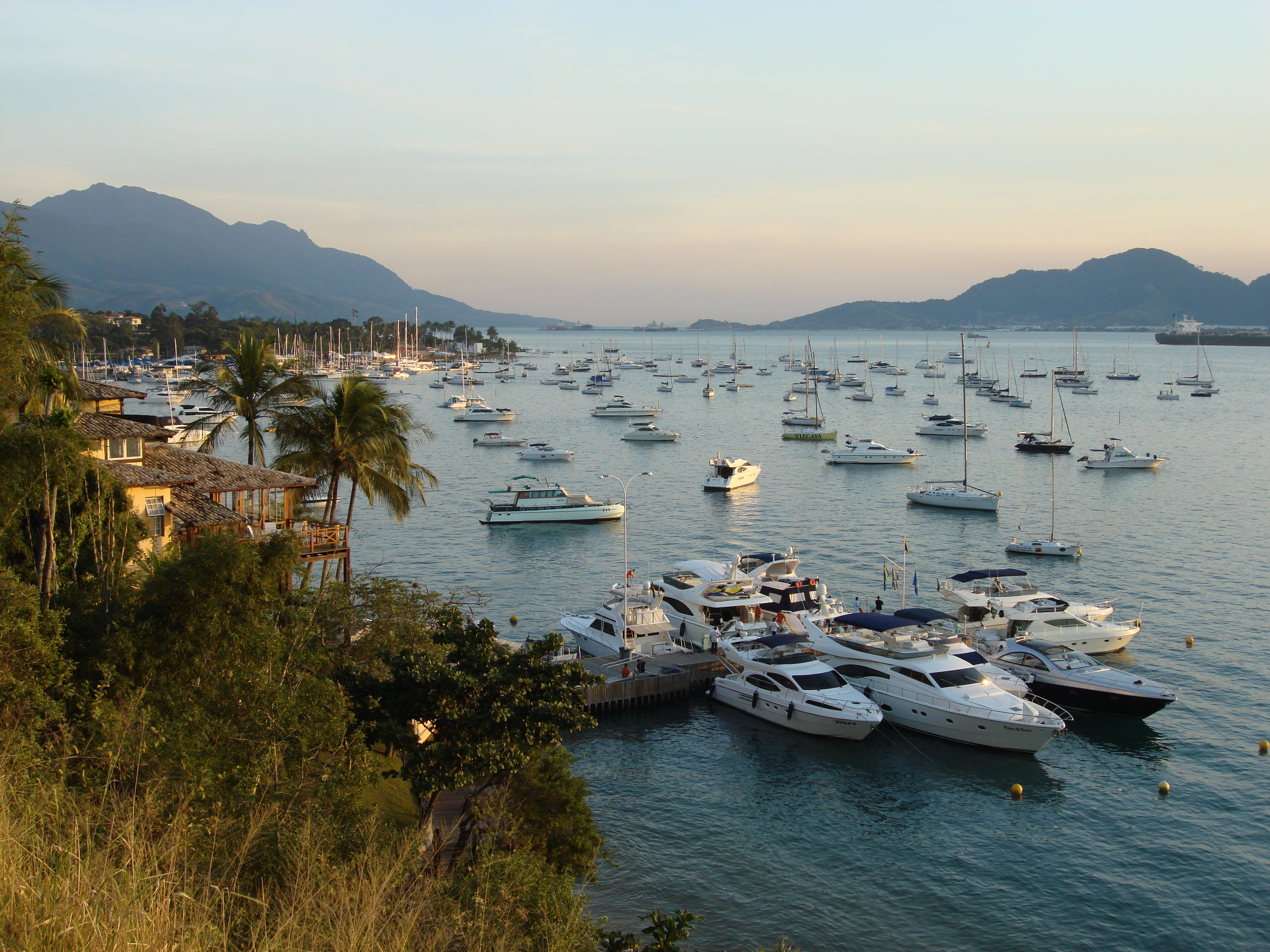
Ilhabela è una delle mete più visitate della costa di San Paolo.

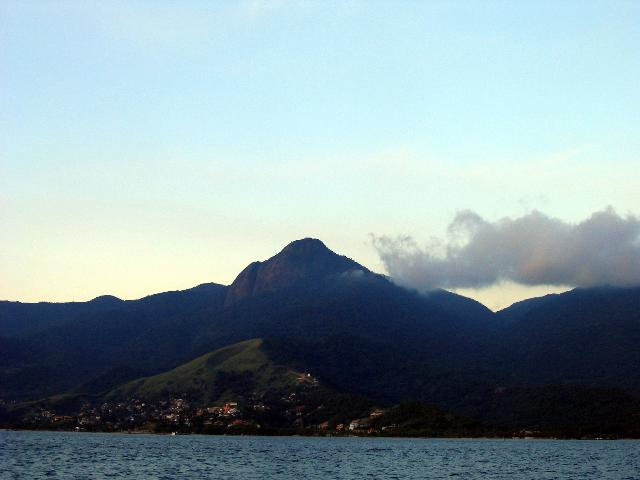
Picco do Baepi

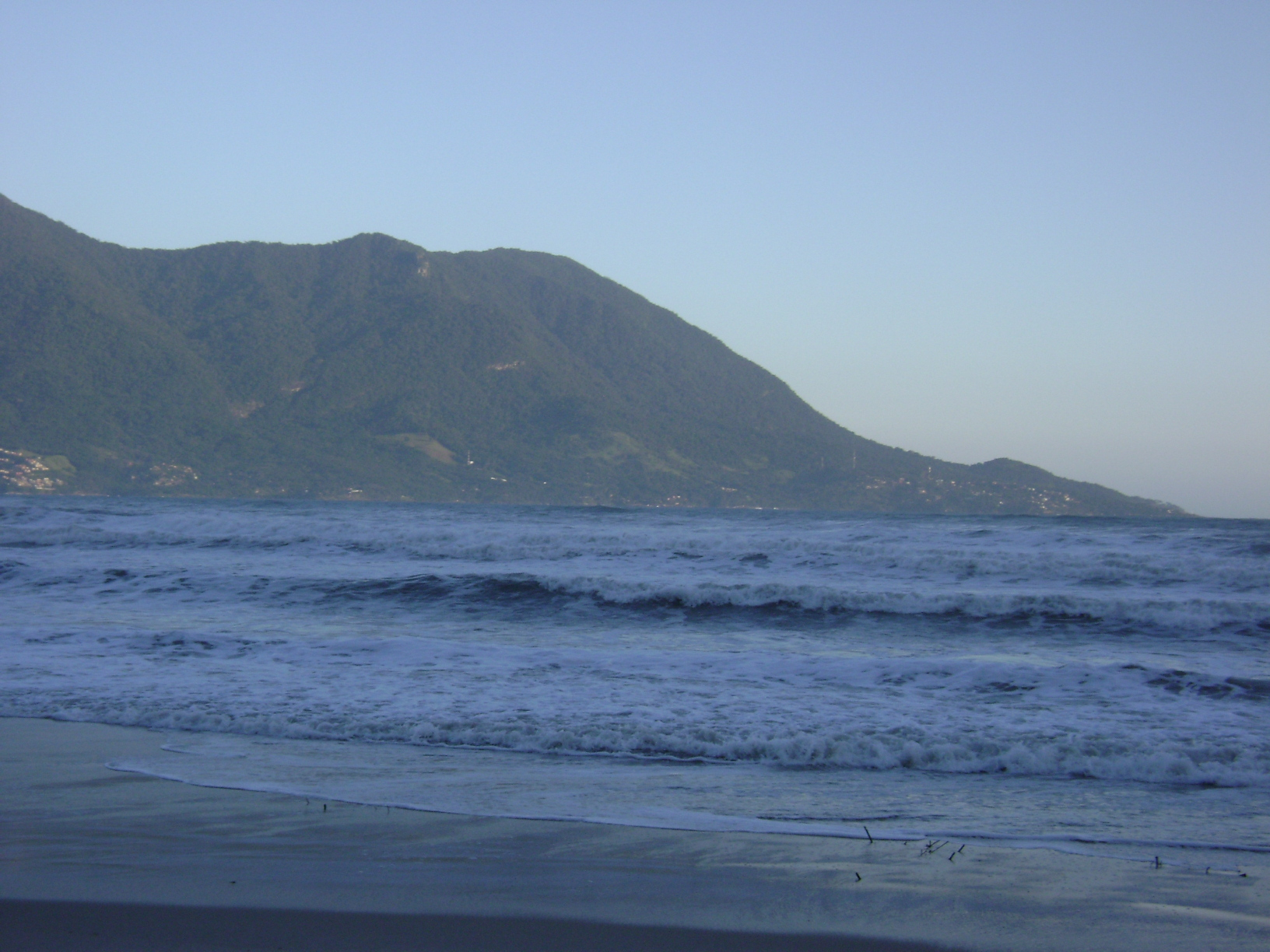
Ilhabela, vista da São Sebastião.

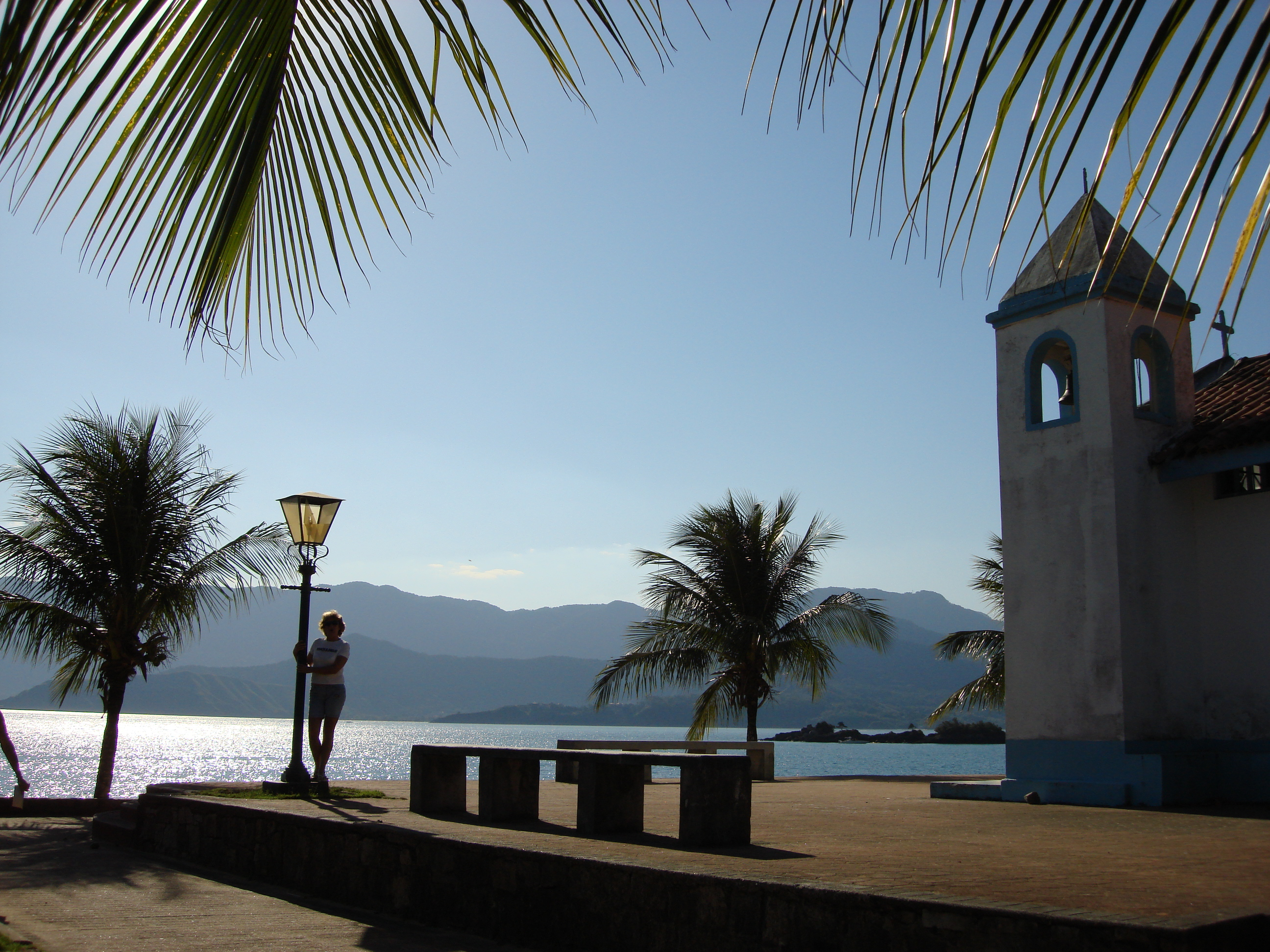
Vista del canale.

Le isole principali sono nell'ordine di superficie, quella di São Sebastião, di Buzios, e la Vittoria dei Pescatori - tutte abitate. Sono anche parte delle isole dell'arcipelago, l'isola delle Capre, di Sumita, la Segheria, e la Castigliano. L'isola di São Sebastião - dove è l'area urbana - si trova di fronte alla città di São Sebastião e a Nord-ovest c'è il comune di Caraguatatuba. Con 337,5 km², l'isola di São Sebastião è la seconda più grande isola marittima in Brasile, superata solo da quella dell'isola di Santa Catarina, che ospita la maggior parte della città di Florianópolis, la capitale dello Stato di Santa Catarina. Al suo bordo - con circa 130 km di estensione – ci sono 45 spiagge principali e una dozzina di piccole spiagge situate, irregolarmente, ai piedi della scarpata.
L'isola di São Sebastião è separata dalla terraferma dal Canale di Toque-Toque, che possiede circa 18 chilometri di lunghezza e ampio circa di tre a cinque chilometri. Si può raggiungere l'isola in traghetto da São Sebastião. L'isola ha un rilievo molto forte, con montagne di più di mille metri di altezza. Queste formazioni di alta quota fanno una barriera per i venti che vengono dal mare. La distanza tra la più meridionale e settentrionale parte dell'isola è di oltre 22 km.
Una delle caratteristiche di Ilhabela è il predominio della foresta atlantica: la maggior parte del isola è coperta di questa foresta umida tropicale.
Di tutti i comuni coperti dalla Foresta Atlantica, Ilhabela è uno di quelli che più ha preservato la Natura, grazie ad un programma che limita l'espansione del disordine urbanistico.

### Clima
Il clima della regione è tropicale umido, con temperatura media annua di 24,8 °C e piovosità annua di 1.504 millimetri. Il mese più caldo è febbraio con una temperatura media di 28.2 °C e il più freddo è luglio con 20,7 °C, e la precipitazione è più concentrata nei mesi estivi.

### Parco Statale di Ilhabela
Il Parco statale del Ilhabela, ("Parque Estadual de Ilhabela") è stato creato il 20 gennaio del 1977, con una superficie di 27,025 ettari, che corrisponde a circa il 78% del territorio dell'isola.

### Spiagge
L'isola ha due facce ben distinte: il lato rivolto verso il continente è il più urbanizzato e densamente popolato, e le spiagge sono più tranquille, però un poco più inquinate.
Al contrario i lati nord, sud ed ovest presentano una densita abitativa notevolmente minore, essendo praticamente prive di strade e infrastrutture. Gli unici insediamenti presenti sono quelli delle varie comunità caiçaras che risiedono sulle diverse spiagge. Si tratta di comunità isolate che vivono in modo semplice e tradizionale, soprattutto di pesca e in piccola parte del turismo dei visitatori.
La spiaggia di Castelhanos e quella di Bonete sono ben attrezzate e ospitano le comunità maggiori, oltre ad essere fra le più belle spiagge del Brasile. La prima, Castelhanos, è comodamente raggiungibile attraverso una strada di 23 km circa, in terra battuta, percorribile anche in auto in assenza di forti piogge, altrimenti percorribile in jeep, a piedi o in mountain bike. La spiaggia di Bonete, invece, è raggiungibile solo in barca o tramite un bellissimo sentiero di circa 11 km, caldamente consigliato per la bellezza della vegetazione e del paesaggio una volta giunti a destinazione.
Queste spiagge hanno le onde più forti, il che le rende meta agognata dai surfisti.

## Infrastrutture e trasporti
L'accesso principale a Ilhabela, da chi viene da San Paolo o dal Vale do Paraiba, è per autostrada dei Tamoios, che collega São José dos Campos a Caraguatatuba.
Il collegamento tra São Sebastião e Ilhabela è fatta dai traghetti, gestiti dalla Dersa. La travesia dura circa dai 15 ai 25 minuti.